# Nikolaï Alexandrovitch Sakellari
Nikolaï Alexandrovitch Sakellari (en russe : Николай Александрович Сакеллари), né à Odessa le 29 septembre 1880 dans le gouvernement de Kherson, sous l'Empire russe, et mort à Saint-Pétersbourg, en Union soviétique, le 11 mars 1936 , est un Kapitan 2-go ranga (capitaine de deuxième rang), expert dans la théorie et la pratique de la navigation et professeur à l'Académie navale.

## Biographie

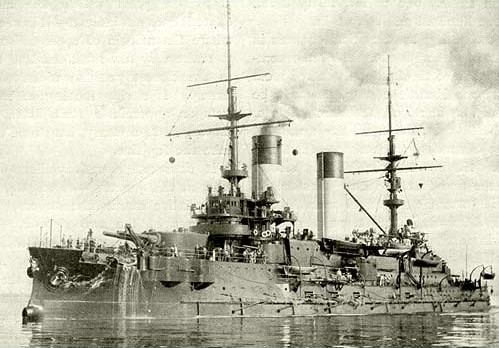
Cuirassé Оrel, sur lequel a servi Sakellari.

Nikolaï Sakellari est né dans une famille noble d'origine grecque.
En 1901, Nikolaï Alexandrovitch Sakellari obtint son diplôme de physique et de mathématiques à l'Université de Novorossiïsk. En 1903 il commença sa carrière dans la marine comme juncker (grade intermédiaire entre les sous-officiers et les officiers principaux en vigueur dans l'armée et la marine impériale de Russie jusqu'en 1918). De 1904 à 1905 il prit part à une expédition en Extrême-Orient en qualité de navigateur sur le cuirassé Orel  (Орёл -Construction le 20 mai 1900 - Lancement 6 juillet 1902 - Mis en service le 1er octobre 1904 - Capturé par la Marine impériale du Japon en 1904 navigua sous le nom de Iwami - coulé comme navire cible le 10 juillet 1924). Au cours de la Guerre russo-japonaise (1904-1905) transféré au 2e escadron de la Flotte du Pacifique il participa à la bataille de Tsushima. Au cours de ce conflit, il servit comme navigateur sur les croiseurs Russie (Construction le 20 novembre 1893 - Lancement 12 mai 1895 - Mis en service le 13 septembre 1897 - Démantelé en 1922), Diana (Construction le 4 juin 1897 - Lancement 12 octobre 1899 - Mis en service le 23 novembre 1901 - Retiré de la flotte le 21 novembre 1925 - Démantelé en 1925).

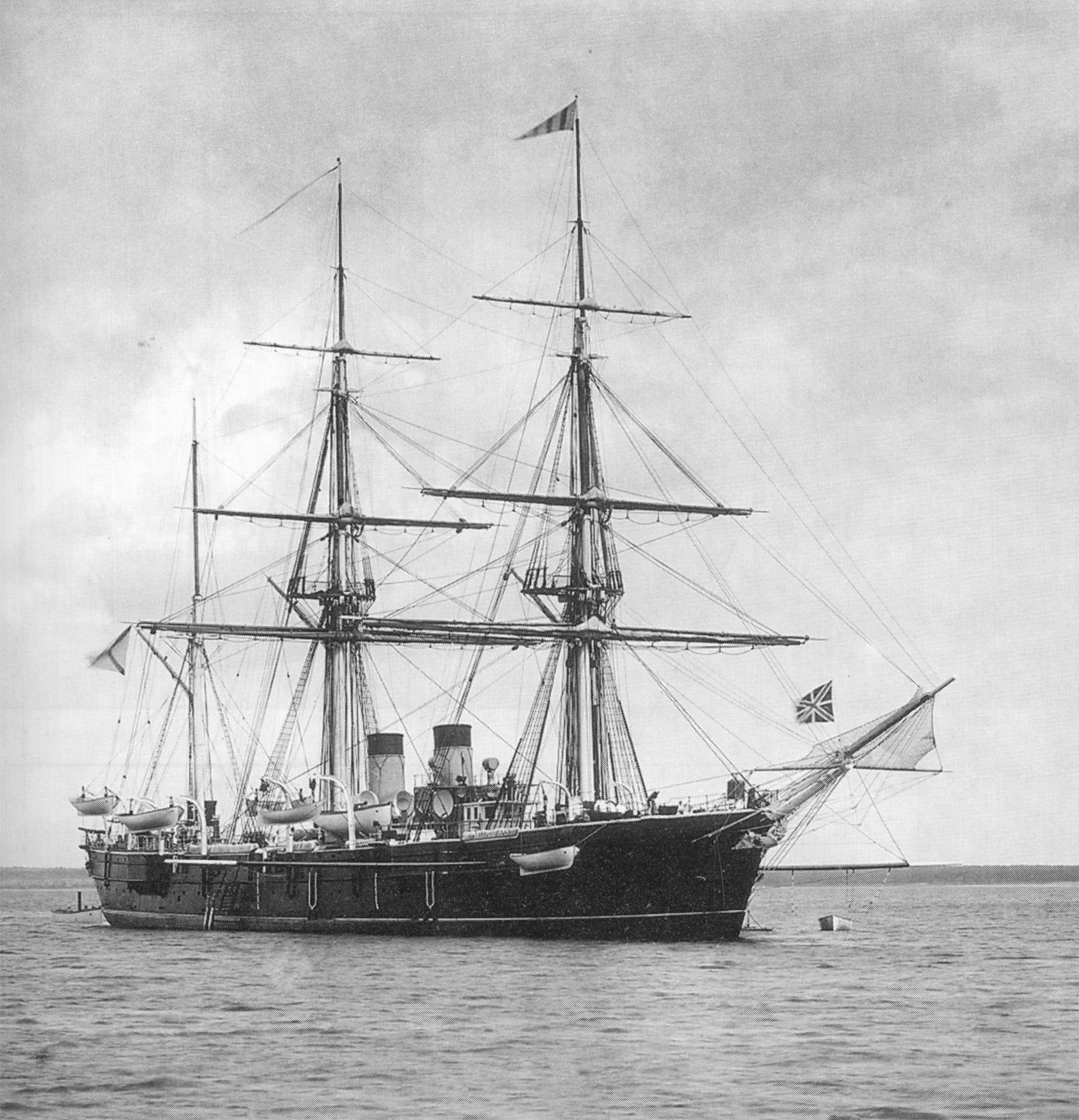
Corvette Rynda

En 1913 Nikolaï Alexandrovitch Sakellari obtint son diplôme d'hydrographe et de géomètre à l'Académie navale Nikolaï. En août de la même année, il fut nommé au poste de professeur de navigation. De 1914 à 1915, comme navigateur, il servit dans la flotte de la mer Baltique. En 1915, il exerça le commandement sur le navire Astarta puis en 1916 sur la corvette Rynda (Рында - Classe Vityaz - Lancement en 1884 - Mis en service en 1886 - le 8 mai 1917 prit le nom de Libérateur - Mis hors service le 12 mai 1922). Le 30 juillet 1916 Nikolaï Alexandrovitch Sakellari fut promu au grade de capitaine (deuxième rang - grade correspondant à celui de lieutenant dans l'infanterie ou l'armée de l'air). La même année il fut nommé au poste d'enseignant dans une école navale. En 1920, il enseigna la navigation et l'hydrographie à l'Académie navale et donna des conférences, il fit imprimer des ouvrages pédagogiques comme Navigation, L'Astronomie nautique, etc. En 1924, navigateur lors de l'expédition de l'aviso Vorovsky entre Arkhangelsk et Vladivostok.
De 1924 à 1932 Nikolaï Alexandrovitch Sakellari occupa les fonctions de chef du Département d'hydrographie, chef du Département de la navigation à l'Académie navale. En 1934 à bord du brise-glace Krassine il navigua en Océan Atlantique, traversa le canal de Panama et du Pacifique se rendit au Kamchatka.

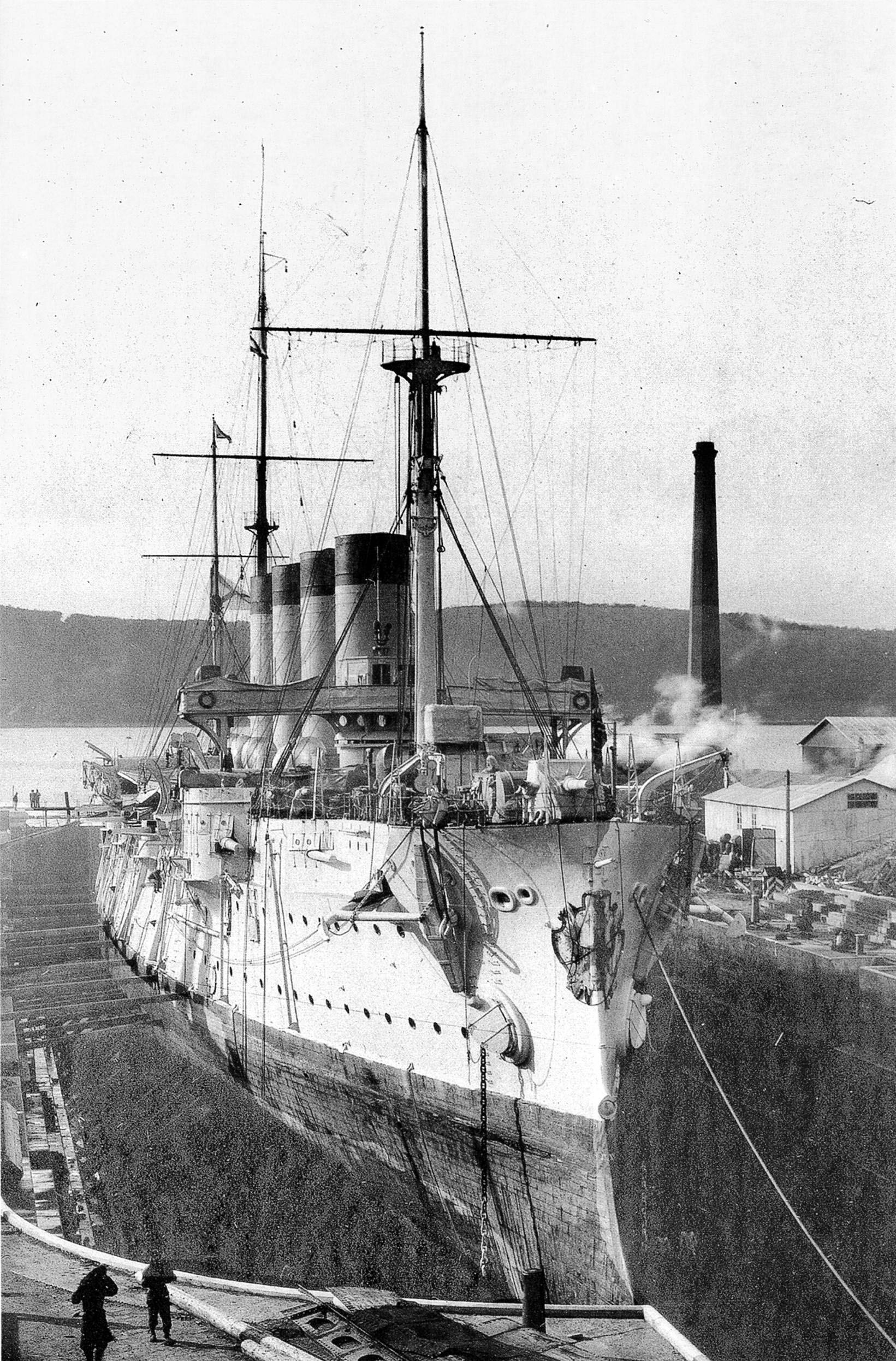
Croiseur Russie lors de sa construction.

En 1935 Nikolaï Alexandrovitch Sakellari occupa le poste de professeur à l'Académie navale.

### Décès et inhumation
Nikolaï Alexandrovitch Sakellari meurt le 11 mars 1936 et est inhumé au cimetière luthérien de Smolensk à Saint-Petersbourg.

## Distinctions

### Distinctions impériales de Russie
- Ordre de Sainte-Anne (troisième classe avec épées)
- Ordre de Saint-Stanislas (deuxième classe)

### Distinctions de l'URSS
L'URSS lui décerna deux récompenses pour ses remarquables travaux dans l'amélioration de la navigation.

## Travaux scientifiques
- Description des outils de navigation (1933)
- Navigation (1937)